# SG-1000
De SG-1000, wat staat voor Sega Game 1000, is een door Sega ontwikkelde op cartridges gebaseerd spelcomputersysteem. Dit systeem markeerde toetreding door Sega van de spelcomputermarkt en waarop zij actief zouden blijven tot het einde van de Dreamcast in 2003. Hoewel het systeem niet bijster populair was lag het aan de basis voor het meer succesvolle Sega Master System.

## Geschiedenis

### SG-1000
Het systeem werd in 1981 op de Japanse markt getest en in juli 1983 gelanceerd voor ¥15.000. Het spelsysteem behaalde slechts een beperkte mate van marktsucces. Het systeem verkocht goed op de Aziatische markt tot 1985. Het werd daarnaast ook verkocht in Australië, Nieuw-Zeeland, Italië, Spanje en Zuid-Afrika. De spelcomputer bereikte, althans in zijn originele vorm, nooit Noord-Amerika.
Spelfabrikant Tsukada Original maakte de Othello Multivision, een SG-1000-kloon. Bit Corporation's Dina 2-in-1, een ColecoVision-kloon werd in Noord-Amerika door Telegames op de markt gebracht. Telegames noemde zijn kloon de Telegames Personal Arcade en deze kon zowel Colecovision als SG-1000 spellen uitvoeren. De SG-1000 is tegenwoordig een uiterst zeldzame en gewilde spelcomputer.

### SG-1000 II
In juli 1984 introduceerde Sega een bijgewerkte versie van de spelcomputer onder de naam SG-1000 II. Deze beschikte over een aansluiting voor een optioneel aan te sluiten SK-1100-toetsenbord. De introductieprijs bedroeg ¥15.000. Een computerversie van deze spelcomputer, met een ingebouwd toetsenbord, werd de SC-3000 genoemd. Deze zou de SG-1000 ruimschoots overtreffen in verkoopaantallen.
De SG-1000 kan alle SC-3000 spellen en toepassingen weergeven, met uitzondering van de Muziek- en Basiccartridges. De spelcomputer zou precies als een SC-3000 kunnen worden gebruikt, op voorwaarde dat het optionele toetsenbord was aangesloten. Het systeem beschikte verder over een optioneel verkrijgbare spelkaartlezer genaamd Card Catcher waardoor software uitgebracht op Sega Game Card-spelkaarten konden worden gelezen. De Card Catcher zou uiteindelijk worden ingebouwd in de Sega Mark III net als in de eerste versie van de Sega Master System.

### Sega Mark III
De Sega Mark III, een nog nieuwere in Japan geïntroduceerde versie met verbeterde videohardware en een grotere hoeveelheid RAM-geheugen. De interne componenten waren doorontwikkelde, maar vrijwel gelijk aan de componenten die gebruikt werden in een MSX- en SG-1000-computer. De Sega Mark III voldeed grotendeels aan de MSX-computerstandaard maar was niet volledig MSX-compatibel. De Sega Mark III zou later worden herontworpen en verbeterd en Sega Master System worden gedoopt. Een toevoeging was bijvoorbeeld FM-geluidgeneratie.

## Technische specificaties
- Processor: NEC D780C (een Zilog Z80-kloon)
  - kloksnelheid: 3,579545 MHz (NTSC) en 3,546893 MHz (PAL)
- RAM-geheugen: 16 kbit (2 kB)
  - Video RAM: 128 kbit (16 kB)
- Geluid: Texas Instruments SN76489
  - 4-kanaals mono geluid
  - 3 geluidsgeneratoren met 4 octaven elk, 1 white noise generator
- Weergave: Texas Instruments TMS9918
  - resolutie: 256 × 192 met maximaal 16 kleuren

- Aansluitingen:
  - 1 parallelle poort
  - 1 cartridgepoort
  - 1 datarecorder (cassetterecorder)
  - 1 composiet video
  - 1-2 joysticks (1=SG-1000 / 2=SG-1000 II,SEGA MarkIII)
  - 1 toetsenbord (enkel met SG-1000 II)

## Overeenkomsten met andere (spel)computersystemen
De SG-1000 beschikt over dezelfde processor en weergaveprocessor als de Sega SC-3000, MSX1, Spectravideo SV-318 en Coleco ColecoVision. Daarnaast heeft het dezelfde geluidschip (die ook gebruikt wordt in het Sega Master System), waardoor de mogelijkheden van deze systemen hardwarematig nagenoeg identiek zijn.
De enige uitzondering hierop zijn MSX-computers, deze gebruiken een andere geluidschip, de General Instrument AY-3-8910. Deze is vrijwel identiek aan de Texas Instruments SN76489A. Hierdoor is het relatief eenvoudig gebleken om computerspellen te converteren tussen de vier verschillende systemen. Een emulator als blueMSX maakt van deze overeenkomsten gebruik en emuleert momenteel naast de MSX-standaard tevens de SG-1000, SC-3000, ColecoVision en Spectravideo SV-318. Momenteel wordt het Sega Master System nog niet ondersteund.

## Emulatie
De openbronemulatoren BlueMSX en MEKA emuleren, naast andere platformen, de SG-1000.